# SINGLE COLLECTION (広瀬香美のアルバム)
『SINGLE COLLECTION』（シングル・コレクション）は、広瀬香美6枚目のベスト・アルバム。2011年11月23日に、ビクターエンタテインメントからリリースされた。

## 解説
- 初のオールタイム・ベスト。19thシングル「More More Love Winters」以外のシングル表題25曲収録。カバー・アルバム「Love X'mas」と同時発売。

## 収録曲
- 全作詞・作曲:広瀬香美
- 編曲:鷺巣詩郎 (DISC1,#1-2)、小西貴雄 (DISC1,#3)、広瀬香美 (DISC1,#3-13)、本間昭光 (DISC1,#8-14、DISC2,#1)、井上ヨシマサ (DISC2,#2,3,8,10)、吉俣良 (DISC2,#4)、野崎貴潤 (DISC2,#5)、h-wonder (DISC2,#6,7,13)、村山晋一郎 (DISC2,#9)、鈴木Daichi秀行 (DISC2,#11)、川嶋可能 (DISC2,#12)、安部潤 (DISC2,#14)、朝本浩文 (DISC2,#15)

### DISC1
1. 愛があれば大丈夫
1stシングル。
2. 二人のBirthday
2ndシングル。
3. ロマンスの神様
3rdシングル。
4. ドラマティックに恋して
4thシングル。シングルバージョンは初収録。
5. 幸せをつかみたい
5thシングル。
6. 愛はバラード
6thシングル。
7. ゲレンデがとけるほど恋したい
7thシングル。
8. DEAR...again
8thシングル。シングルバージョンは初収録。
9. 真冬の帰り道
9thシングル。
10. 夏だモン
10thシングル。
11. promise
11thシングル。
12. ピアニシモ
12thシングル。
13. Groovy!
13thシングル。
14. ストロボ
14thシングル。

### DISC2
1. I Wish
15thシングル。
2. 恋のベスト10
16thシングル。
3. BEGIN 〜いくつもの冬を越えて〜
17thシングル。
4. Only One 〜オンリー・ワン〜
18thシングル。アルバム初収録。
5. Search-Light
20thシングル。
6. 黄昏
21stシングル。
7. Velvet
22ndシングル。
8. 月の下で逢いましょう
23rdシングル。
9. 日付変更線
24thシングル。
10. GIFT
25thシングル。
11. 愛は特効薬
25thシングル。シングルバージョンは初収録。
12. とろけるリズム
26thシングル。
13. LOVE-MEETING
「名曲アルバム」収録曲。
14. 笑顔の女神様
配信シングル。初CD化。
15. フリーダム
新曲。